# Euryphyminae
Sous-famille
Les Euryphyminae sont une sous-famille d'orthoptères caelifères de la famille des Acrididae.

## Distribution
Les espèces de cette famille se rencontrent en Afrique.

## Liste des genres
Selon Orthoptera Species File (1er avril 2010) :
- Acoryphella Giglio-Tos, 1907
- Acrophymus Uvarov, 1922
- Amblyphymus Uvarov, 1922
- Anabibia Dirsh, 1956
- Aneuryphymus Uvarov, 1922
- Brachyphymus Uvarov, 1922
- Calliptamicus Uvarov, 1922
- Calliptamuloides Dirsh, 1956
- Calliptamulus Uvarov, 1922
- Catantopoides Johnsen, 1990
- Euryphymus Stål, 1873
- Kevanacris Dirsh, 1961
- Pachyphymus Uvarov, 1922
- Phymeurus Giglio-Tos, 1907
- Platacanthoides Kirby, 1910
- Plegmapteroides Dirsh, 1959
- Plegmapteropsis Dirsh, 1956
- Plegmapterus Martínez y Fernández-Castillo, 1898
- Rhachitopis Uvarov, 1922
- Rhachitopoides Naskrecki, 1995
- Rhodesiana Dirsh, 1959
- Somaliacris Dirsh, 1959
- Surudia Uvarov, 1930

## Référence
- Dirsh, 1956 : The phallic complex in Acridoidea (Orthoptera) in relation to taxonomy. Transactions of the Royal Entomological Society of London, vol. 108, n. 7, p. 223-356.